# Životice

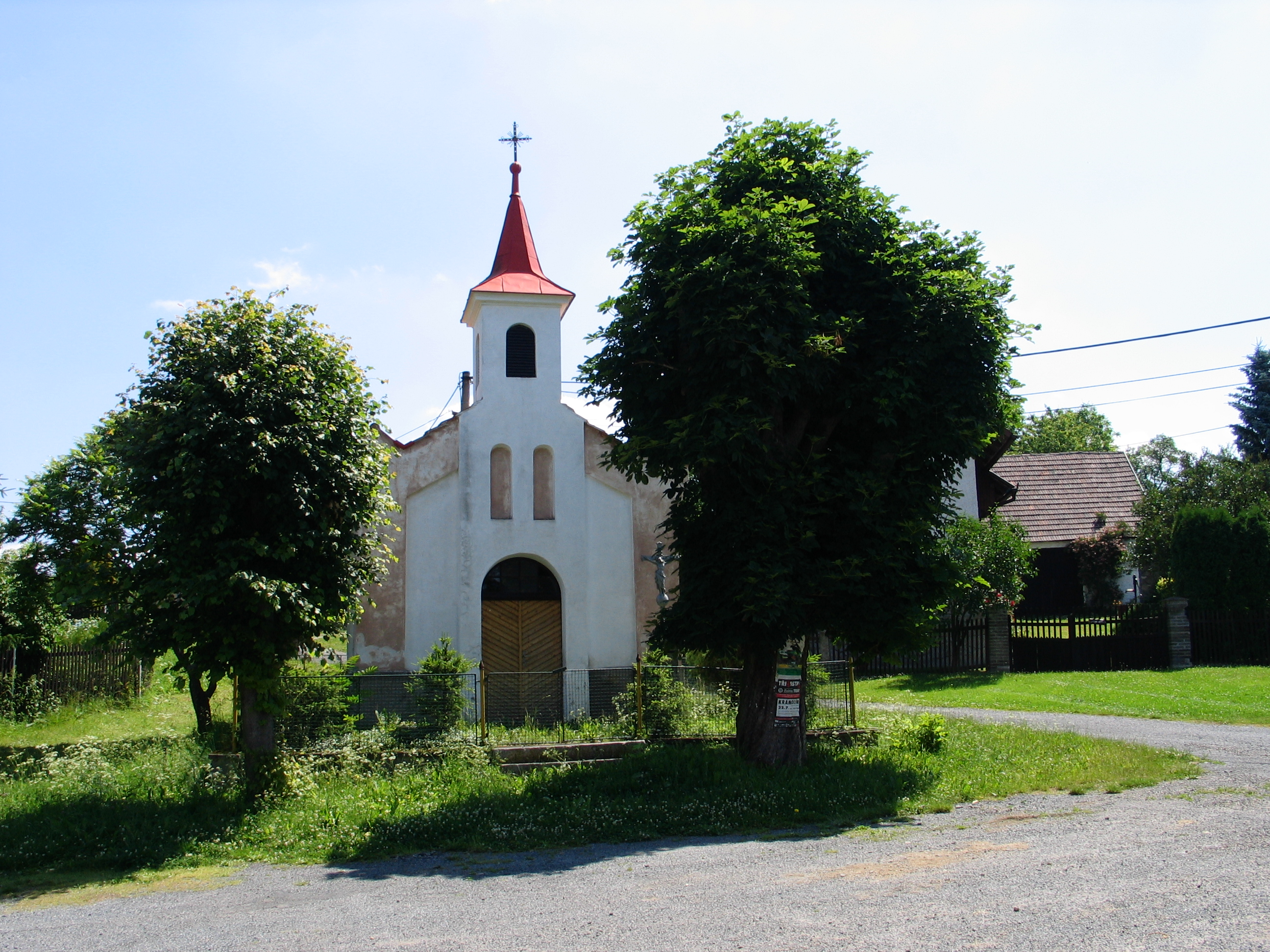
Kapelle

Životice (deutsch Schiwotitz) ist eine Gemeinde mit 51 Einwohnern in Tschechien. Sie liegt acht Kilometer südöstlich von Nepomuk und gehört zum Okres Plzeň-jih. Die Katasterfläche beträgt 430 Hektar.

## Geographie
Životice befindet sich in 508 m ü. M. rechts der Víska, die unterhalb des Ortes im Velký Životický rybník gestaut wird, in einer steilen Hanglage. Durch das Oberdorf führt die Europastraße 49/Staatsstraße 20 zwischen Nepomuk und Blatná. Südlich von Životice verläuft die Eisenbahnnebenstrecke Třebčice-Blatná.
Nachbarorte sind Kladrubce im Norden, Chloumek im Nordosten, Kasejovice im Osten, Polánka und Podřesanice im Südosten, Kotouň und Olší im Süden, Bezděkovec und Zhůřek im Westen sowie Podhůří im Nordwesten.

## Geschichte
Die erste urkundliche Erwähnung von Životice stammt aus dem Jahre 1425.

## Sehenswürdigkeiten
- Schloss Životice

## Gemeindegliederung
Für die Gemeinde Životice sind keine Ortsteile ausgewiesen. Zu Životice gehören die Weiler und Einschichten Čertovka, Chalupy und Doubkův Mlýn.